# Culicoides silverstrii
Culicoides silverstrii är en tvåvingeart som beskrevs av Jean-Jacques Kieffer 1918. Culicoides silverstrii ingår i släktet Culicoides och familjen svidknott. Inga underarter finns listade i Catalogue of Life.